# Marsal (Mosela)
 Marsal  es una población y comuna francesa, en la región de Lorena, departamento de Mosela, en el distrito de Château-Salins y cantón de Vic-sur-Seille.

## Historia
Población del Ducado de Lorena desde 1595, Enrique II decidió fortificar la villa entre 1609-1620. Asediada por Francia durante cuatro meses es ocupada el 17 de octubre de 1652. Devuelta a Lorena en 1659, mediante el Tratado de los Pirineos, es tomada por los franceses de nuevo el 2 de septiembre de 1663.

## Demografía
| 318 | 301 | 287 | 280 | 284 | 289 |
| Para los censos de 1962 a 1999 la población legal corresponde a la población sin duplicidades (Fuente: INSEE [Consultar]) |     |     |     |     |     |